# Cloud Gardens
Cloud Gardens (с англ. — «Облачные сады») — инди-игра, симулятор садоводства и головоломка, разработанная Noio и изданная Coatsink. Была выпущена 1 сентября 2021 года для Windows, macOS, Xbox X/S, Xbox One и 16 июня 2022 года для Nintendo Switch. За год до релиза, 9 сентября 2020 года игра была доступна в раннем доступе в Steam.
Игра состоит из уровней-диорам, на которых игрок должен высаживать растения и добиваться их роста, размещая рядом с ними предметы. Также есть режим песочницы, позволяющий создавать локации без ограничений ресурсов.
Игра была разработана из неудавшейся MMO-игры, где требовалось выживать в постапокалиптическом мире. Томасу Ван Ден Бергу, разрабатывавшему игру, настолько понравилась механика роста растений, что он решил развить её в полноценную игру. Разработчики хотели переосмыслить жанр постапокалиптики, показывая её прекрасные стороны и противоположность популярных в играх троп, где человек захватывает территорию у природы.
Cloud Gardens получила преимущественно положительные оценки со стороны игровых критиков. Они оценили её скрытые посылы о климате, роли человека в природе, хвалили игру за её расслабляющую атмосферу, приятную визуальную эстетику. Предметом критики стали проблемы с управлением.

## Игровой процесс
Cloud Gardens представляет собой атмосферную головоломку и симулятор садоводства, где игрок должен выращивать растения в изначально бесплодных постапокалиптических локациях. В игре есть фоторежим и возможность выбрать один из 16 доступных вариантов освящения. Игра совмещает пиксельную и трёхмерную графику в стиле low-poly.

Основная цель — покрыть участок растительностью

В Cloud Gardens для прохождения доступны более 100 уровней в виде локаций — диорам, в которых нужно высаживать семена, и чтобы они успешно выросли. Игрок может помещать семена на случайных предметах, а также размещать мусор, который помогает растениями вырасти дальше. Мусором являются банки, автомобили, шины, тележки, дорожные знаки и т. д. Разные предметы имеют разный радиус действия. По мере прохождения игрок открывает новые виды растений, которые сохраняются в его каталоге наравне с предметами. Определённые семена можно посадить только на определённых местах.
Суть головоломки заключается в том, чтобы разместить семена и мусор таким образом, чтобы в итоге получился наиболее эффективный радиус воздействия мусора на растения для их успешного роста. Чем больше вырастет растение, тем больше даст цветов и вместе с ними семян, чтобы в свою очередь игрок мог посадить ещё больше растений. Конечная цель игрока сводится к тому, чтобы покрыть все поверхности участка растениями. Чем больше растительности на участке, тем больше заполняется счётчик в углу экрана. При 100%-м заполнении уровень считается пройденным. Если у игрока закончился мусор для сбрасывания или семена, он может перезапустить уровень. Также можно срезать уже имеющиеся растения для получения семян, чтобы заново их посадить в другом месте.
В Cloud Gardens есть творческий режим или режим песочницы, где игрок может сам построить уровень из предметов и растений, который он разблокировал в режиме прохождения. В этом режиме игрок не ограничен количеством семян или предметов.

## Разработка
Игра была разработана независимой американской инди-студией Noio. Разработкой руководил Томас Ван Ден Берг. Дизайном уровней занимался Элайджа Коули. За основу темы игры была взята идея показать диорамы постапокалиптической с Lo-Fi эстетикой, которые игрок превращает в сады. Игра демонстрирует серые, промышленные пейзажи, вступающие в яркий контраст с природой.

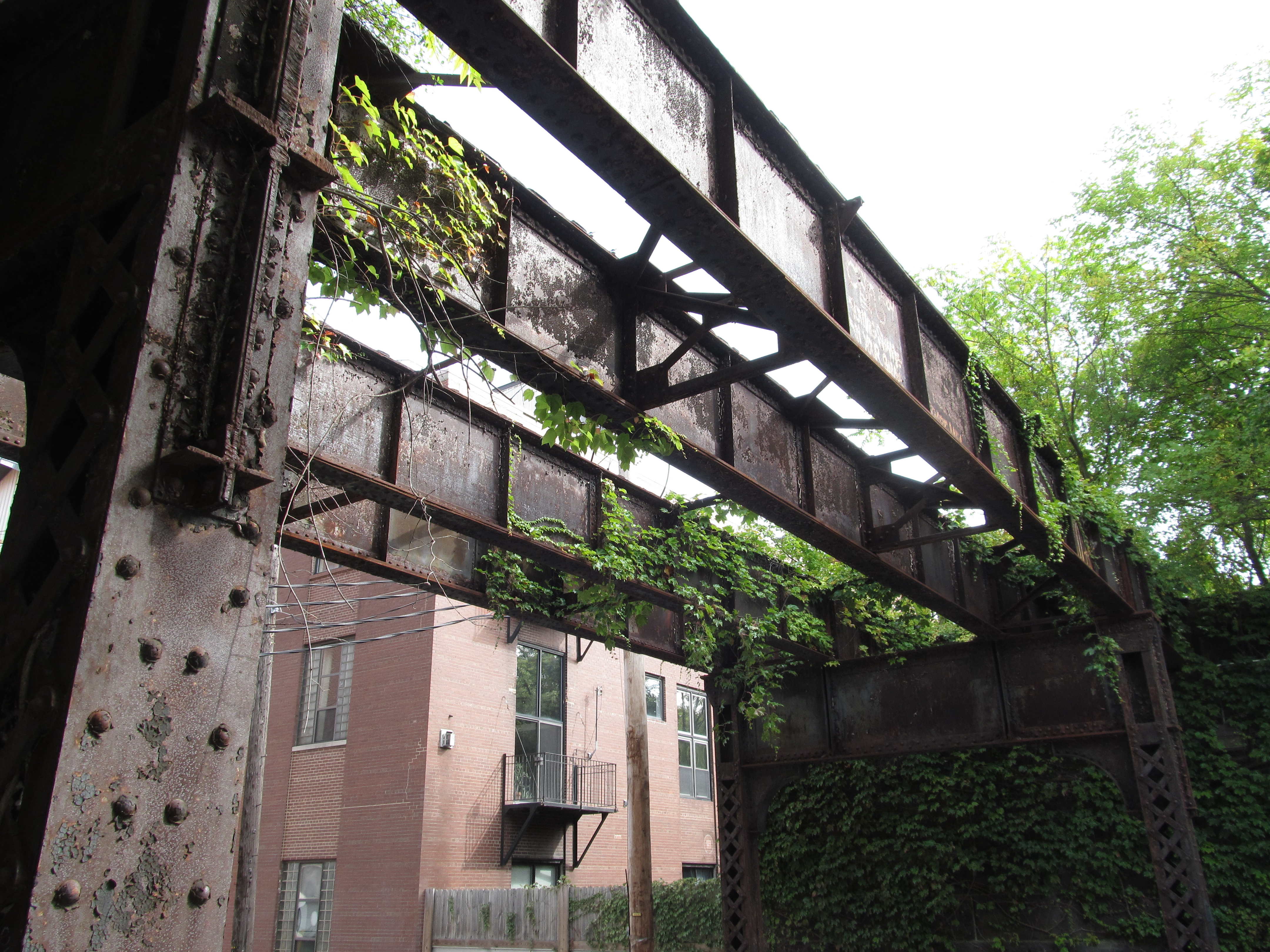
При создании локаций разработчики вдохновлялись заброшенными зданиями Питтсбурга

Идея игры зародилась у Томаса во время разработки своего предыдущего неудачного проекта — MMO Garbage Country. Игра также предлагала постапокалиптическую тематику, где выжившие люди должны были строить поселения из бетонных конструкций и собирать полезный мусор для выживания. Игроки могли высаживать растения, которые росли бы в режиме реального времени. По задумке Томаса, когда игрок возвращался через некоторое время, он видел бы выросшие растения. Томас забросил проект, не сумев добиться нужных результатов, но ему очень понравилась механика растительности и то, как растения придавали окружающему пространству эстетичность. Тогда Томас решил развить механику выращивания растений до полноценной игры с уклоном на художественную эстетику.
Томас рассматривал варианты сюжета для игры, но решил оставить историю открытой, заметив, что это предоставляет почву для философских размышлений об изменении климата, апокалипсисе, к которому, вероятно, приближается человечество. Геймдизайнер заметил, что, как правило, игры предполагают борьбу людей с природой и освоение отобранных у природы пространств. Cloud Gardens наоборот поощряет энтропию, помогая природе обратно поглощать созданные людьми локации.
При создании уровней разработчики вдохновлялись заброшенными промышленными зонами Питтсбурга. Томас заметил, что есть что-то приятное в наблюдении за падением памятников капитализма в нынешней постиндустриальной эпохе. Геймдизайнера восхищают фотографии жанра urban exploration photography, показывающие красоту сплетения природы и заброшенных зданий. Вороны были добавлены в игру, чтобы дать игроку понять, что во вселенной игры жизнь продолжается, но без людей. Геймдизайнеру понравилась идея присутствия птиц и отсутствия людей в игре Townscaper. Отсутствие людей, но наличие жизни является отличным способом для игрока забыться в оторванном от реальности цифровом пространстве.
Художественная эстетика играет важную роль в Cloud Gardens. Совмещение низкополигональной графики с пиксельной позволяла добиться нужного визуального эффекта без траты больших средств. Томас упоминал, что многие инди-разработчики попадают в ловушку в попытке приблизить графику в игре к AAA-играм. Многие предметы и ассеты для Cloud Gardens были взяты из неудачного проекта Garbage Country. При работе над версией для Nintendo Switch, столкнулись с проблемами, и им потребовалось провести дополнительную оптимизацию игры, что стало причиной более позднего выпуска.

### Дизайн уровней
В своей ранней итерации, Garbage Country была игрой-песочницей о создании постапокалиптических локаций и выращивании растений. На этом этапе разработчики работали над механикой роста растений и их взаимодействием с окружающим пространством. Затем разработчики пришли к выводу, что песочницы для игры недостаточно, так как, по мнению Томаса, многим игрокам требуется чувство цели. Было решено создать игру с двумя режимами — песочницей и классическим прохождением уровней.
При проектировании уровней, разработчики создавали их прототипы в играх с режимами строительства, в том числе и The Sims. В ранней версии был представлен большой мир, чьи отдельные локации игрок поочерёдно засаживал бы растениями. Томас был впечатлён эстетикой игр LEGO: Builder’s Journey и Islanders, в частности представленными там уровнями-диорамами и решил построить уровни в своей игре аналогичным образом, как бы подчёркивая их блочную природу.
Долгое время разработчики не могли понять, как в уровни про выращивание растений добавить головоломки и сделать из Cloud Gardens полноценную игру с чувством прогресса. Идея связать рост растений с размещёнными рядом предметами была случайной, но удачной. Томас признался, что в этом мало смысла, но без этого невозможно было бы создать прохождение уровней. Прорабатывались механики, требующие обеспечивать растения водой и солнечным светом, но они делали дизайн уровней и прохождение слишком сложными.
Игромеханически Cloud Gardens в итоге стала схожа с симуляторами фермы, что касается выращивания растительных культур. Если в остальных играх культуры выращиваются в искусственно подготовленной среде, то в Cloud Gardens игрок, сажая растения и размещая предметы наоборот должен подстраиваться под особенности окружающей среды, что придаёт головоломкам элемент неожиданности и соответствует эстетике игры. Прохождение уровня Томас сравнивал с двойной инверсией — игрок ничего не ломает, но строит то, что уже как бы сломано.

## Музыка
Для Cloud Gardens были записаны звуковые дорожки с общей продолжительностью в два часа, которые случайным образом комбинируются для создания уникальной фоновой музыки. Также звуковые дорожки сменяют друг друга, реагируя на действия игрока. Готовые треки были записаны для альбомов. Музыка, выдержанная в жанре электро и эмбиент была записана также с помощью фортепиано. Её авторами являются Амос Робби и Марк Робертсон.
9 сентября 2020 года был выпущен первый альбом с 12 треками, второй, с 6 треками — 1 сентября 2021 года.
| - 1. Vapor — 2:10 - 2. Dissolve — 2:27 - 3. Ripple — 0:51 - 4. Lucent — 2:55 - 5. Phloem — 1:46 - 6. Arc — 1:25 | - 7. Cirrus — 1:12 - 8. Moss — 1:59 - 9. Mycelium — 2:05 - 10. Scatter — 1:22 - 11. Understory — 2:47 - 12. Cumulus — 2:41 |

| - 1. Back and Forth — 4:11 - 2. Adrift — 4:24 - 3. Imperfect Circle — 3:44 | - 4. Aviary — 3:26 - 5. Rhizome — 2:08 - 6. Overgrowth — 4:17 |

## Восприятие
Cloud Gardens стала одним из самых ярких релизов 2021 года среди атмосферных игр-песочниц наряду с Unpacking и Dorfromantik. По мнению редакции Eurogamer, Cloud Gardens является частью нарастающего тренда по выпуску инди-игр без цельного прохождения, только ориентированных на получение эстетического удовольствия от самого процесса игры в них. Редакция The Gamer поставила Cloud Gardens на 11 место среди самых расслабляющих игр. Game Rant присудила Cloud Gardens второе место в списке лучших минималистических игр-песочниц, отдав первое место Townscaper.
У игры сформировалась собственная фанатская аудитория, активная на канале Discord.

### Критика
| Сводный рейтинг        | Сводный рейтинг |
| Агрегатор              | Оценка          |
| ---------------------- | --------------- |
| Metacritic             | 75              |
| Иноязычные издания     |                 |
| Издание                | Оценка          |
| Pocket Tactics         | 90%             |
| Pure Nintendo Magazine | 8.5/10          |
| New Musical Express    | 80%             |
| NintendoWorldReport    | 7.5/10          |
| Nintendo Life          | [ 8 ]           |
| Gaming Nexus           | 6.5/10          |
| God is a Geek          | 6.5/10          |
| Switch Player          | [ 10 ]          |

Cloud Gardens получила преимущественно положительные оценки у игровых критиков. Средняя оценка версии для Nintendo Switch на агрегаторе Metacritic составила 75 баллов из 100 возможных.
Обозреватели сошлись во мнении, что Cloud Gardens подходит для тех, кто любит играть в медленном темпе и наслаждаться атмосферой. Натан Эллингсворт с сайта Pocket Tactics назвал Cloud Gardens новым взглядом на жанр головоломки с великолепной эстетикой. Игра отлично справляется с тем, чтобы снять стресс. Джордан Рудек с сайта Nintendo World Report сравнил игру с остановкой, во время которой есть возможность глубоко вздохнуть и расслабиться. Джонатан Карнейро с сайта Switch Player сравнил Cloud Gardens скорее с программной игрушкой, нежели игрой, она балансирует на грани того, чтобы называться полноценной игрой.
Критики оценили посыл игры, связанный с природой и деятельностью человека. Морган Трудер с сайта Pure Nintendo, комментируя постапокалиптическую тематику игры был удивлён, тем, что она делает акцент на положительных, а не отрицательных сторонах апокалипсиса. Вместо того, чтобы показывать зомби, монстров, игра показывает наступление мира и покоя после ухода человечества. Рудек с сайта Nintendo World Report в свою очередь заметил, что послание игры заключается в способности природы сосуществовать даже с человеческим мусором. По мнению Роланда Ингрэма с сайта Nintendo Life — есть что-то горько-сладкое в наблюдении рождения и смерти. Cloud Gardens отдаёт мрачным реализмом на фоне многих историй о постапокалипсисе со счастливым концом, которые заканчиваются наступлением счастливого либерального будущего с осадками гринвошинга.
Критики однозначно похвалили визуальную эстетику игры. Часть критиков заметили, что низко полигональная графика, смешивающаяся с двухмерной пиксельной по своему очаровательна и отлично подходит постапокалиптической эстетике. Фон украшает великолепный световой градиент и внимание к деталям. Обозреватели также хвалили хорошо проработанный звуковой дизайн и музыку в стиле эмбиент, которая сама по себе приятная, ненавязчивая. Редакция Kotaku заметила, что в визуальном плане и то, как Cloud Gardens ведёт повествование через окружающую среду, она имеет сходства с Umurangi Generation.

### Геймплей и управление
Оценка степени сложности головоломок была разной, их называли сбалансированно сложными или простыми. Простота геймплея компенсируется тематикой и атмосферой игры. Часть критиков жаловались на то, что иногда не было ясно, как заставить дальше расти цветы, из-за чего приходилось перезапускать уровни, этот аспект может быть неприятным. Роланд, наоборот, заметил, что это придаёт игре элемент неожиданности. Натан указывал на необходимость творческого подхода к решению головоломок. Некоторые критики заметили, что со временем уровни начинают ощущаться однообразными, от чего Cloud Gardens больше подходит для коротких игровых сеансов. Трудер похвалил творческий режим, назвав его прекрасным стимулом к основному прохождению, и однозначно рекомендовал любителям игр-песочниц.
Управление в игре, а точнее версии для Nintendo Switch, стало главным критическим пунктом в обзорах критиков. Рецензенты жаловались на проблемы с нечувствительным управлением. Морган сталкивался с тем, что зачастую не мог подобрать предметы или случайно размещал их на неправильных местах. Для Роланда управление порой превращалось в битву с игрой. Проблемы с управлением во многом были обусловлены невозможностью изменять угол обзора, из-за чего к некоторым предметам было трудно подобраться. Критик Pure Nintendo отдельно упоминал резкую просадку FPS, когда игрок бросает сразу много предметов.